# لغة الأونيدا
لغة أونيدا (تُلفظ بالإنجليزية: ‎/oʊˈnaɪdə/‏) هي لغة إيروكوانية يشكل شعب أونيدا في الولايتين الأمريكيتين نيويورك وويسكونسن والمقاطعة الكندية أونتاريو معظم من يتحدثون بها. ويقدّر عدد الناطقين بلغة الأونيدا كلغتهم الأم والباقين على قيد الحياة 250 نسمة. ولا تزال جهود إحياء هذه اللغة مستمرة. وقد لا يتجاوز عدد سكان خليج جرين الذين تعلموا لغة الأونيدا في طفولتهم ستة أفراد.
ومنذ 1994 أصبح غالبية المتحدثين بلغة الأونيدا يعيشون في كندا.

## النظام اللغوي

### الأماكن والشعوب التي تستخدم الأونيدا
في الماضي، سكنت قبيلة الأونيدا في المناطق الشمالية من ولاية نيويورك في ما يُسمى الآن منطقة أوتيكا. وبداية من أوائل القرن التاسع عشر حتى منتصفه، هاجرت أعداد كبيرة من الأونيدا إلى ويسكونسن وأونتاريو نتيجة التهجير الذي قامت به ولاية نيويورك (Michelson 4). وبالرغم من أن 1100 من سكان نيويورك مقيدين ضمن سجلات القبيلة (Wonderley xiii)، وما يزيد عن 16000 في قبيلة ويسكونسن (businesscommittee.oneidanation.org) فإن غالبية هؤلاء الأفراد يتحدثون اللغة الإنكليزية ويتكلمون لغة الأونيدا لغة ثانية إذا ما تحدثوا بها.
وطبقًا للمركز القومي للترجمة فهناك 250 فردًا، من بين الأمم الهندية التي تعيش في ويسكونسن وأونتاريو، يتحدثون لغة الأونيدا. وبعض المصادر الأخرى تشير إلى أنه وفقًا لدراسة أجريت عام 1991 يوجد 200 متحدث بلغة الأونيدا يقيمون بين أفراد أمة التيمز (أونتاريو) و50 في ويسكونسن. ونتيجة لأعمال دمج أفراد القبائل الأخرى الذين وقعوا أسرى في عصر ما قبل الاستعمار، فقد يقول البعض إن هناك بعض أفراد القبيلة ليسوا من عرق الأونيدا ولكنهم يتحدثون لغة الأونيدا (Wonderley 14)، إلا أن آخر عملية دمج وقعت منذ 200 سنة والغالبية العظمى ممن يتحدثون لغة الأونيدا اليوم ينتسبون لعرق الأونيدا.

### دور لغة الأونيدا في مجتمع الأونيدا
تهتم ثقافة الأونيدا بشدة بتراث الرواية (Wonderley xiv): وفي ظل غياب الاعتماد على لغة الأونيدا بصفتها لغة تواصل أساسية فإن استخدامها في الرواية والقصة يعد الدور الاجتماعي الرئيسي لها. وفي هذا الصدد يقول مجلس رجال الأونيدا وأمهات العشائر: «لغة الأونيدا التقليدية رابط مهم يربطنا بأسلافنا وهويتنا القومية».(Elm & Antone vii). وقد استُعملت هذه القصص والروايات في وضع المعايير الاجتماعية ونقل رأس المال الثقافي من خلال الأساطير، والقصص الشعبي، والخرافات.
ويستخدم شعب الإيروكواس ثلاثة أسماء شائعة مختلفة للإشارة لمثل هذه الحكايات:
«الأحداث التي وقعت فعلاً» و«كما لو أن حيوانًا مر»، و«ذهبوا للأدغال للصيد للحصول على اللحم» (Wonderley xix). وتشير هذه المسميات، على الترتيب، إلى أساطير عن ما وراء الطبيعة، والحيوانات (غالبًا مضفى عليها سمات بشرية)، والقصص الرمزي أو القصص الخرافي عن بعض أعمال البشر.
وبالمثل، يتمتع شعب الأونيدا بتاريخ ممتد من الخطابة المنظمة والطقوس. (Wonderley 9). والحقيقة أن هناك الكثير من العمليات السياسية والدبلوماسية في الأونيدا تكتسب تنظيمها العالي من ذلك، ويتم تعزيز الكلمات المنطوقة باستخدام الوامبوم، وهي عقود من الصدف ذات دلالة رمزية، سواء في الإشارة أو تقديمها هدية تعبر عن الصدق والجدية. (Wonderley xx-xxi, 9, 117).
وقد لعبت مراسم المواساة، ومراسم الخلافة في الرئاسة، دورًا مهمًا في الحفاظ على بقاء حلف الإيروكواس، فقد كان طقس الكلمات المجردة، والذي يشتمل على فتح العيون والأذن والحلق بصورة استعارية، يسبق أي عمل دبلوماسي. (Wonderley 11). كما استخدمت الطقوس الدينية الصيغ اللغوية الثابتة، بما في ذلك مراسم أونونهوارويا (منتصف الشتاء)، وهو احتفال بالأحلام ذو طابع نفسي، ومراسم الشاماني الطبية (Wonderley 12). وفي الوقت الراهن أصبحت كلٌ من الرواية الشفهية والطقوس أقل أهمية في ثقافة الأونيدا مقارنة بما كانا عليه حتى بعد الفترة الاستعمارية، ولكن طبقًا لما يشير إليه رؤساء العشائر فإن الثقافة ذات قيمة كبيرة، ولغة الأونيدا جزء لا ينفصل عن ممارسة هذه الثقافة (Elm & Antone vii).

## وصلات خارجية
- language Oneida Indian Nation Language Project
- Oneida
- Oneida Language Tools
- How to count in Oneida